# Andrea Cossu
Andrea Cossu (Cagliari, 3 mei 1980) is een Italiaans voetballer die bij voorkeur als aanvallende middenvelder speelt. Hij verruilde in januari 2008 Hellas Verona voor Cagliari, waarvoor hij vervolgens meer dan 200 competitiewedstrijden speelde. Cossu debuteerde in 2010 in het Italiaans voetbalelftal.

## Clubvoetbal
Cossu maakte in 1996 zijn debuut in het prof-voetbal in het shirt van Olbia. In 1997 stapte hij over naar Hellas Verona, waar hij de eerste twee jaar in het jeugdelftal voetbalde. In januari 1999 werd hij verhuurd aan AC Lumezzane dat uitkwam in de Serie C1. Aan hen werd hij uiteindelijk tot 2002 uitgeleend. Hierna werd Cossu verhuurd aan Sassari Torres. In het seizoen 2002/2003 maakte hij zijn debuut voor Verona in de Serie B.
In 2005 verruilde Cossu Verona voor Cagliari, waarvoor hij zijn Serie A-debuut maakte. In dat seizoen speelde hij 22 wedstrijden, waarvan de meeste als invaller. In de zomer van 2006 tekende hij opnieuw bij Hellas Verona, waarna hij in januari 2008 terugkeerde bij Cagliari. Hier hielp hij Cagliari in het seizoen 2007/2008 te behoeden voor degradatie. Onder coach Davide Ballardini kreeg hij een rol toebedeeld als spelverdeler.